# Haspel (Bergbau)
Als Haspel werden im Bergbau sämtliche Zug- und Hubwinden zur Betätigung von Zug- und Förderseilen bezeichnet. Bereits Anfang des 12. Jahrhunderts wurden Haspeln im Bergbau zum Heben und Bewegen von Lasten in Schächten eingesetzt.

## Geschichte

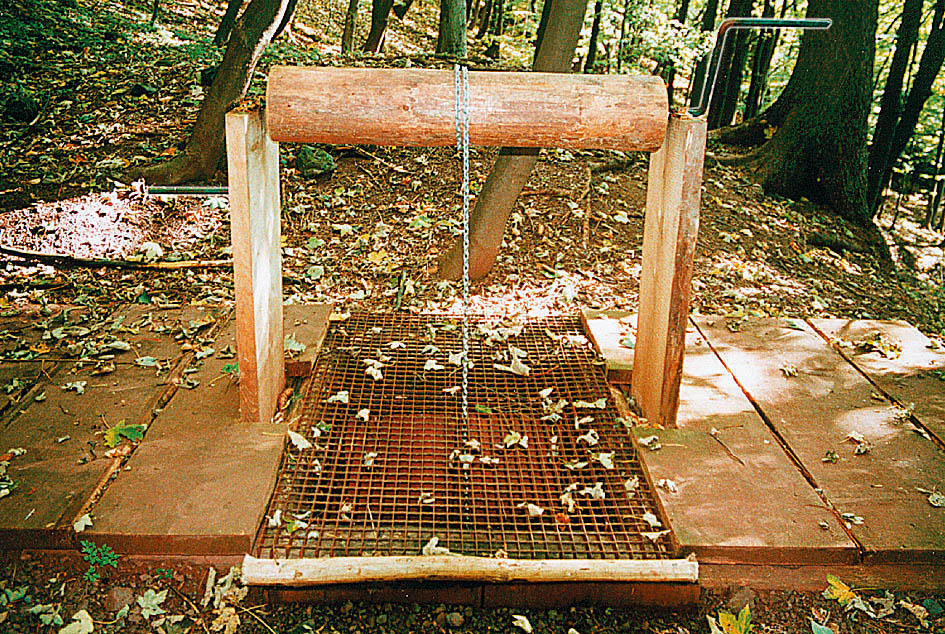
Rekonstruktion einer alten Handhaspel am Sauerberg bei Suhl

Bereits seit dem Jahr 1168 wurden Fördergüter mit Hilfe von Handhaspeln in seigeren Schächten gefördert. Angetrieben wurden diese Haspeln durch die Muskelkraft der Bergleute, die man Haspelknechte nannte. Allerdings waren diese Haspeln nur für eine Teufe von 45 bis maximal 100 Metern geeignet, auch konnten keine größeren Lasten damit transportiert werden. Damit Lasten über 100 Kilogramm gehoben werden konnten, mussten diese Maschinen mit bis zu vier Haspelziehern ausgestattet sein, dadurch waren sie auch sehr personalintensiv. Ab dem 15. Jahrhundert, als man in größere Teufen vorstieß, wurden diese manuell betriebenen Hebemaschinen nach und nach von leistungsfähigeren Göpeln, die mit Wasserkraft angetrieben wurden, verdrängt. Ab dem 19. Jahrhundert wurden im Freiberger Bergrevier Handhaspeln aus Stahl, die ein Zahnradgetriebe mit Übersetzung hatten, eingesetzt. Mit verstärktem Einsatz von Druckluft im Bergbau wurden unter Tage druckluftbetriebene Haspeln eingesetzt. Auch heute noch werden im Steinkohlenbergbau Haspeln als Antriebsmittel für Flurförderbahnen, Einschienenhängebahnen und als Antriebsmaschinen für Blindschachtfördermaschinen verwendet. Für kleinere Haspeln werden druckluftbetriebene und für größere Maschinen elektrische oder elektrohydraulische Antriebsmaschinen verwendet.

## Mit Muskelkraft betriebener Haspel

### Handhaspel
In seinen 12 Büchern vom Berg- und Hüttenwesen „De re metallica libri XII“ beschreibt Agricola bereits mehrere verschiedene Handhaspeln. Je nach Antriebsmechanismus werden vier Handhaspeln unterschieden:
- der gewöhnliche Horn- oder Berghaspel
- der Schwungradhaspel
- der Kreuzhaspel
- der Vorgelegehaspel.[6]

#### Hornhaspel

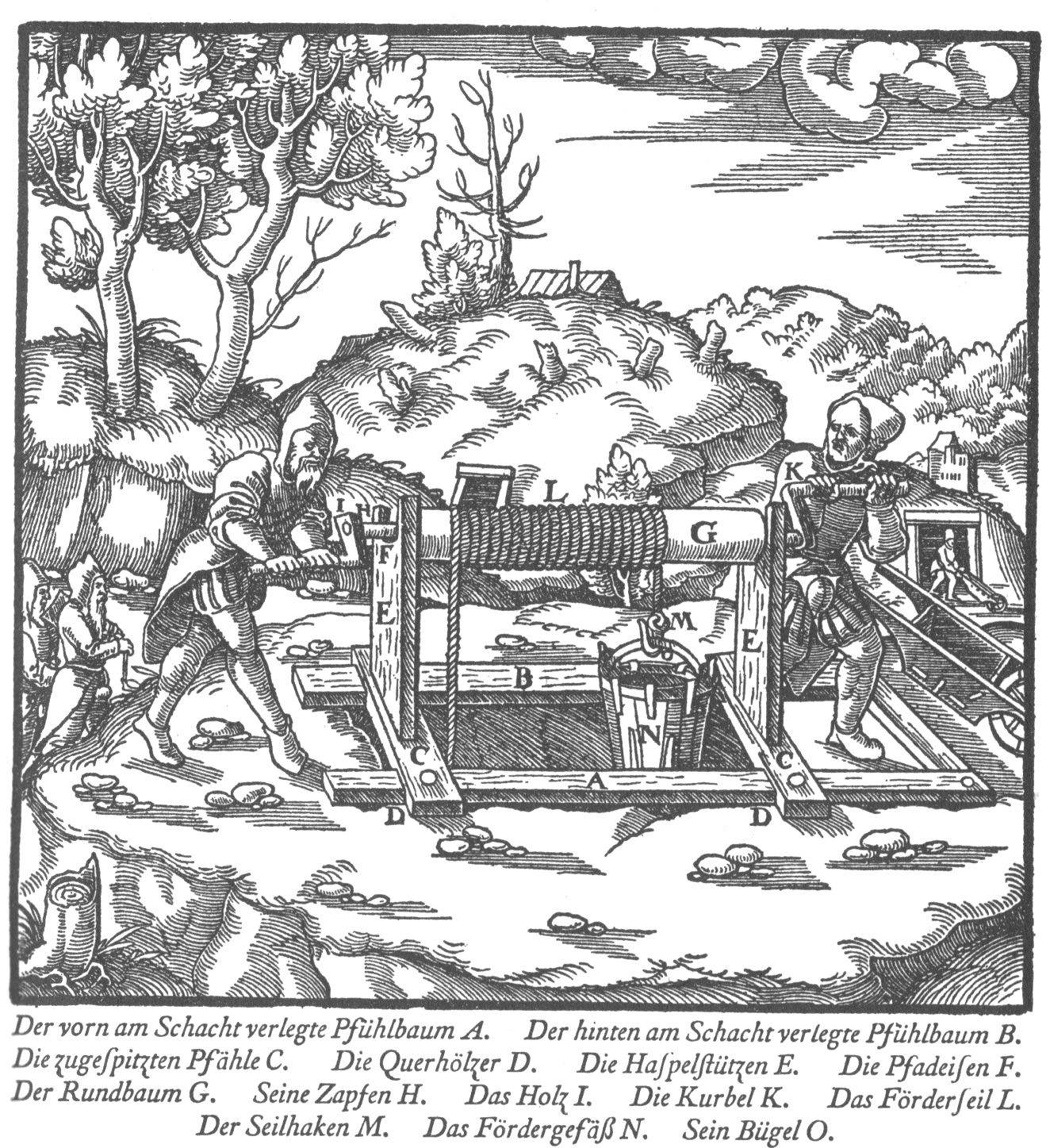
Haspel nach Agricola

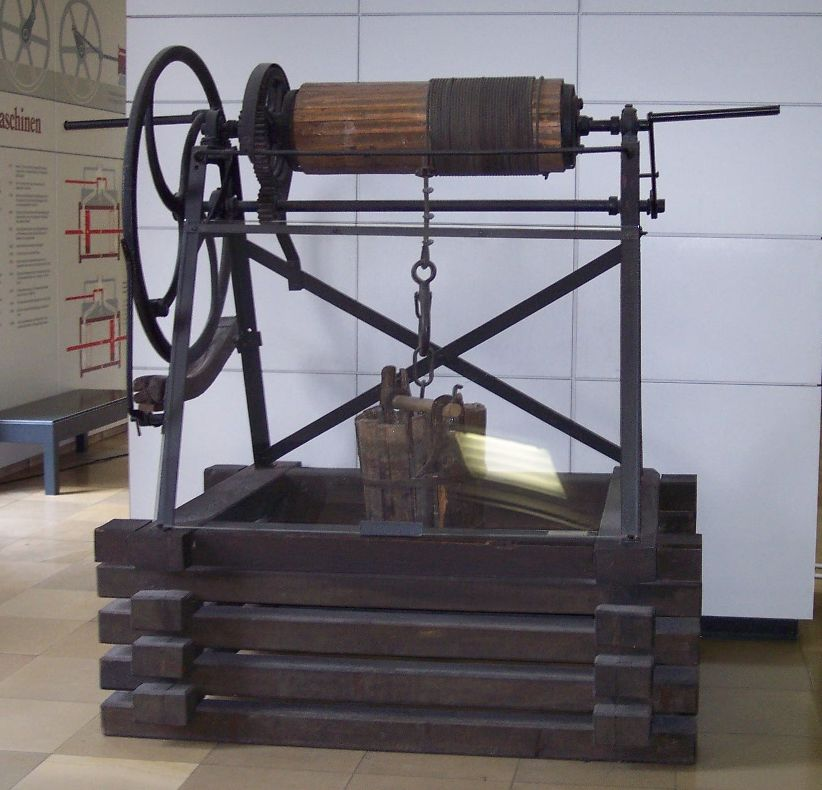
Zweimännischer Haspel mit hölzernem Förderkübel

Der Hornhaspel besteht aus einer Konstruktion von zwei Stützen, die Haspelstützen oder Haspelstuhl genannt werden. Die Haspelstützen sind an den Enden mit Schlitzen versehen, die mit Eisen bewehrt sind. Außerdem hat der Hornhaspel einen Rundbaum als Welle, an dessen beiden Enden jeweils ein Zapfen angebracht ist. Diese Zapfen sind etwa acht Zoll tief in den Rundbaum eingesetzt. Die Zapfen sind an den Enden, die über die Lager hinausragen, platt geschmiedet. An den Zapfen hat der Rundbaum seine größte Festigkeit. Mit diesen Zapfen liegt der Rundbaum auf den Schlitzen des Haspelstuhls auf. Der Abstand der Haspelstützen zueinander wird durch die benötigte Länge des Rundbaums bestimmt, welche wiederum von der Anzahl der Seilumschläge und vom Durchmesser des Förderseiles abhängt. Zu dieser Länge wird noch einmal ein seitlicher Zuschlag von jeweils einem Fuß gerechnet. Die in den Schlitzen befindlichen Eisen werden Pfadeisen genannt, sie dienen als Lager für die Zapfen. Damit der Rundbaum nicht aus den Lagern springen kann, wird über dem Zapfen ein Splint oder ein Nagel quer durch das Pfadeisen gesteckt, dieser Stift wird Vorstecker genannt. Die mittlere Länge des Rundbaumes beträgt etwa sieben Fuß, der Durchmesser des Rundbaumes beträgt beim zweimännischen Haspel acht bis neun Zoll und beim viermännischen Haspel 10 bis 12 Zoll. Der Abstand zwischen Pfadeisen und Hängebank beträgt etwa 40 Zoll. Die Höhe der Haspelstützen, bei der der Haspelknecht seine Körperkraft optimal einsetzen kann, beträgt 60 % der Körpergröße des Haspelknechtes. Der Durchmesser des Rundbaums ist abhängig von der zu befördernden Last und von der Teufe des Schachtes. Auf den Rundbaum werden die Förderseile aufgewickelt.
Das Förderseil wird mittels einer Seilklammer am Rundbaum festgeschlagen, dazu wird am Seilende eine Schlinge erstellt, über die die Seilklammer geschlagen wird. Damit sich das Seil nicht über die Wellenlänge aufwickelt und dadurch in den Zapfen gerät, wird an den Rundbaumenden ein sogenannter Wellendaumen, der aus zwei gebogenen Bolzen besteht, angebracht. Die benötigte Seillänge und der Durchmesser des Rundbaums bestimmen die Anzahl der Seilumschläge. Um das Gewicht des Förderkübels auszugleichen, werden die Rundbäume vielfach konisch gestaltet. Wo es aus Platzgründen möglich ist, werden auch zwei Förderseile auf dem Rundbaum aufgebracht, an deren Enden sich jeweils ein Förderkübel befindet. Dadurch wird die Nebenlast des Kübels wenigstens teilweise ausgeglichen. Für den Betrieb mit zwei Förderkübeln werden die Förderseile gegenläufig auf den Rundbaum aufgewickelt. Dadurch werden die Kübel auch in unterschiedliche Richtungen bewegt: Während der volle Kübel hinaufgezogen wird, wird der leere Kübel in die Grube befördert. An den Zapfenflügeln befindet sich jeweils ein Hebel, das Haspelhorn. Diese Haspelhörner dienen zum Drehen des Rundbaums. Die Haspelhörner bestehen aus einem zweimal gebogenen Eisen, das an einer Seite platt geschlagen ist. Mit dieser flachen Seite wird das Haspelhorn am Rundbaum befestigt. An der anderen Seite ist das Haspelhorn wie eine runde Stange geformt, damit sie besser durch die Hand gleiten kann. Der Arm des Haspelhorns ist etwa 18 bis 20 Zoll, der Griff ist etwa 16 Zoll lang. Die Länge des Kurbelarmes ist dann optimal, wenn der Griff des Haspelhorns beim höchsten Stand nicht über die Schultern und beim tiefsten Stand nicht unter das Knie des Haspelknechtes ragt. Die Haspelhörner bilden einen Hebel, durch den die Kraft auf den Rundbaum ausgeübt wird. Dabei verhält sich die aufzubringende Kraft zur angehängten Last wie der Radius des Rundbaums zur Länge des Haspelarmes. Je dünner also der Rundbaum und je länger der Haspelarm, desto geringer ist der benötigte Kraftaufwand. Allerdings lässt sich die Länge des Kurbelarmes des Haspelhorns und der Durchmesser des Rundbaumes nur in engen Grenzen variieren. Da sich ein zu langer Kurbelarm vom Haspelzieher nur sehr schlecht handhaben lässt, ist die Länge des Haspelhorns nur bedingt verlängerbar. Bei dickeren Rundbäumen kommt es deutlich weniger zum Überschlagen der Förderseile, sodass dickere Rundbäume vorteilhafter sind als dünnere.
Die gesamte Konstruktion ist auf dem Haspelgerüst aufgebaut. Das Haspelgerüst besteht aus vier Holzbohlen, die zusammengebaut ein längliches Viereck bilden. Die beiden Hölzer auf der langen Seite werden Hängebank, die beiden Hölzer auf kurzen Seite werden Pfühlbäume genannt. Die Pfühlbäume bestehen aus 10 bis 11 Zoll starken Balken, die zu beiden Seiten über die Schachtscheibe hinausragen. Die Hängebanke besteht aus zweizölligen Bohlen, die auf die Pfühlbäume aufgenagelt werden. Rings um die Schachtöffnung wird dicht am Rand eine Leiste aufgenagelt, damit insbesondere im Winter bei Eisbildung niemand in den Schacht rutschen kann. In der Regel befindet sich über der Schachtöffnung eine Abdeckung, die Haspeltür. Sie dient dazu das Gegenstände die auf der Hängebank liegen nicht so ohne weiteres in den Schacht gestoßen werden können. Auf den Pfühlbäumen werden in der Mitte die Haspelstützen angebracht. Die Haspelstützen sind senkrecht in die Pfühlbäume eingezapft. An den Haspelstützen ist parallel zum Rundbaum eine glatte Stange angebracht, die Wehrstange genannt wird. Diese Stange dient demjenigen Haspelzieher, der den Förderkübel heranzieht, zum Abstützen. Die Wehrstange wird so stark dimensioniert, dass sie durch das Gegenstemmen nicht durchbiegt oder zerbricht. Aus diesem Grund besteht sie meistens aus Eisen, was sich allerdings im Winter aufgrund der Längenänderung des Haspelholzes nachteilig auswirkt.
Der Hornhaspel ist von den im Bergbau verwendeten Handhaspeln der Haspel, der am meisten verwendet wurde. Er wurde hauptsächlich zur Förderung in Schächten verwendet. Wurde der Hornhaspel hauptsächlich zum Hinablassen von Lasten verwendet, so wurde er mit einem Bremswerk (Premswerk) verbunden. Dieses Bremswerk besteht aus zwei runden Scheiben aus starken Dielen, die dicht nebeneinander am Rundbaum angebracht sind. Über die beiden Scheiben werden mit sogenannten Zirkelstücken versehene Hebelarme angebracht. Durch entsprechendes Andrücken der Hebelarme auf die Scheiben wird die Bewegung des nach unten treibenden Förderkübels verzögert.

#### Schwungradhaspel

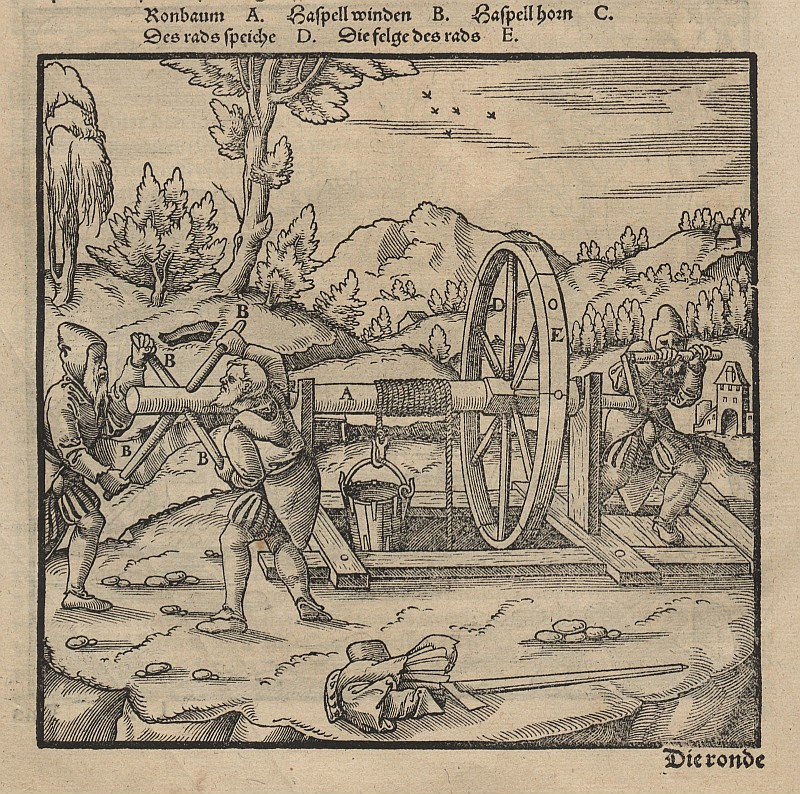
Schwungradhaspel nach Agricola

Der Schwungradhaspel ist ähnlich konstruiert wie der Hornhaspel. Zusätzlich befindet sich beim Schwungradhaspel an einem Ende außerhalb der Haspelstützen, unmittelbar am Rundbaum oder an der Verlängerung des Bleizapfens, ein Schwungrad. An einer der Speichen des Schwungrades ist ein Drehling oder Spille befestigt. An der gegenüberliegenden Seite befindet sich ein Haspelhorn. Aufgrund der erhöhten Friktion wird für die Bewegung des Schwungradhaspels mehr Kraft benötigt als beim Hornhaspel. Dadurch werden die Vorteile des Schwungrades durch die Nachteile wieder aufgewogen. Versuche haben ergeben, dass die Haspelzieher mit Schwungradhaspeln weniger leisten konnten als mit gewöhnlichen Hornhaspeln. Dafür gibt es mehrere Gründe. Zunächst einmal kommt die Wirkung des Schwungrades aufgrund der ungünstigen Positionierung des Schwungrades am Wellenende nicht voll zur Geltung. Um die Wirkung optimal ausnutzen zu können, müsste es in der Wellenmitte positioniert sein, was nicht möglich ist. Außerdem muss zunächst eine höhere Kraft aufgebracht werden, um den Schwungradhaspel in Gang zu setzen. Ist der Haspel erst einmal in Gang gesetzt, lässt er sich aufgrund der im Schwungrad gespeicherten Rotationsenergie nur mit zusätzlichem Kraftaufwand stoppen. Dies ist bei einer Störung während des Treibens sehr nachteilig und erfordert einen besonderen Kraftaufwand zum Abbremsen des Haspels. Überdies wirkt sich das Gewicht des Schwungrades nachteilig auf die Laufeigenschaften des Haspels aus, da es die Friktion leicht erhöht. Die Vorteile kommen hauptsächlich bei tieferen Schächten zur Geltung.

#### Kreuzhaspel

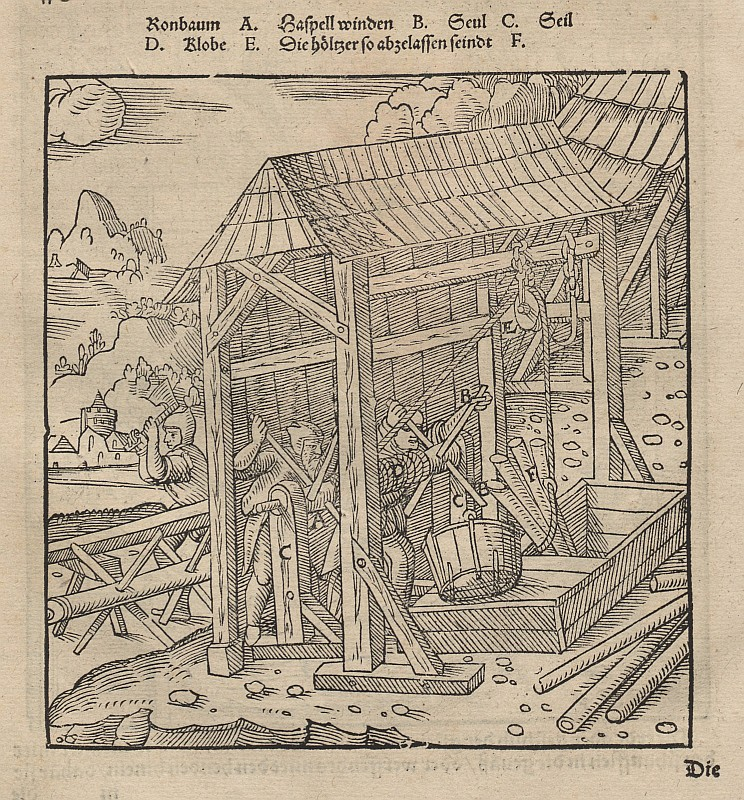
Kreuzhaspel nach Agricola

Beim Kreuzhaspel wird die Welle durch eingesteckte Arme bewegt. Im Prinzip ist er genauso aufgebaut wie der Hornhaspel, allerdings werden an den Enden anstatt der Haspelhörner sogenannte Haspelwinden angebracht. Die Haspelwinden bestehen aus runden, kreuzweise durch den Rundbaum gesteckte Hölzern, mit denen der Rundbaum gedreht wird. Diese Art des Handhaspels hat sich im Bergbau nicht bewährt.

#### Vorgelegehaspel
Beim Vorgelege- oder Getriebehaspel erfolgt die Kraftübertragung nicht unmittelbar vom Haspelhorn auf den Rundbaum, sondern über eine zweite Welle, die Vorgelege genannt wird. Dieses Vorgelege ist mit einem Zahnrad versehen, das in ein am Rundbaum angebrachtes Zahnrad greift. Durch diese Konstruktion ist der Vorgelegehaspel für den Transport größerer Lasten geeignet. Vorgelegehaspel haben aufgrund der Reibung der Zähne und der Lagerreibung der erforderlichen Wellen des Vorgeleges eine größere Friktion als normale Haspeln ohne Vorgelege. Bei kleineren Hornhaspeln bringt die Verwendung eines Vorgeleges deshalb keine Vorteile, da durch entsprechende Konstruktion der Haspelhörner und der Haspelwelle, bedingt durch die Hebelwirkung des Haspelhorns, ebenfalls eine geringere Kraft aufgewendet werden muss. Der Nutzen eines Vorgeleges kommt nur zum Tragen, wenn größere Lasten transportiert werden müssen und somit die Länge der Haspelhörner eine bestimmte Größe überschreiten würde. Weitere Gründe für den Einsatz von Vorgelegehaspeln sind das Fördern aus größeren Teufen und das Überschlagen des Seils, das bei dünneren Rundbäumen vorkommen kann. Außerdem ist bei der Verwendung von größeren Fördergefäßen ein Vorgelegehaspel von Vorteil, wenn sich die Verwendung eines Göpels aus Kostengründen nicht rentiert. Allerdings werden mit Vorgelegehaspeln geringere Fördergeschwindigkeiten erreicht als mit Haspeln ohne Vorgelege.

### Laufradhaspel

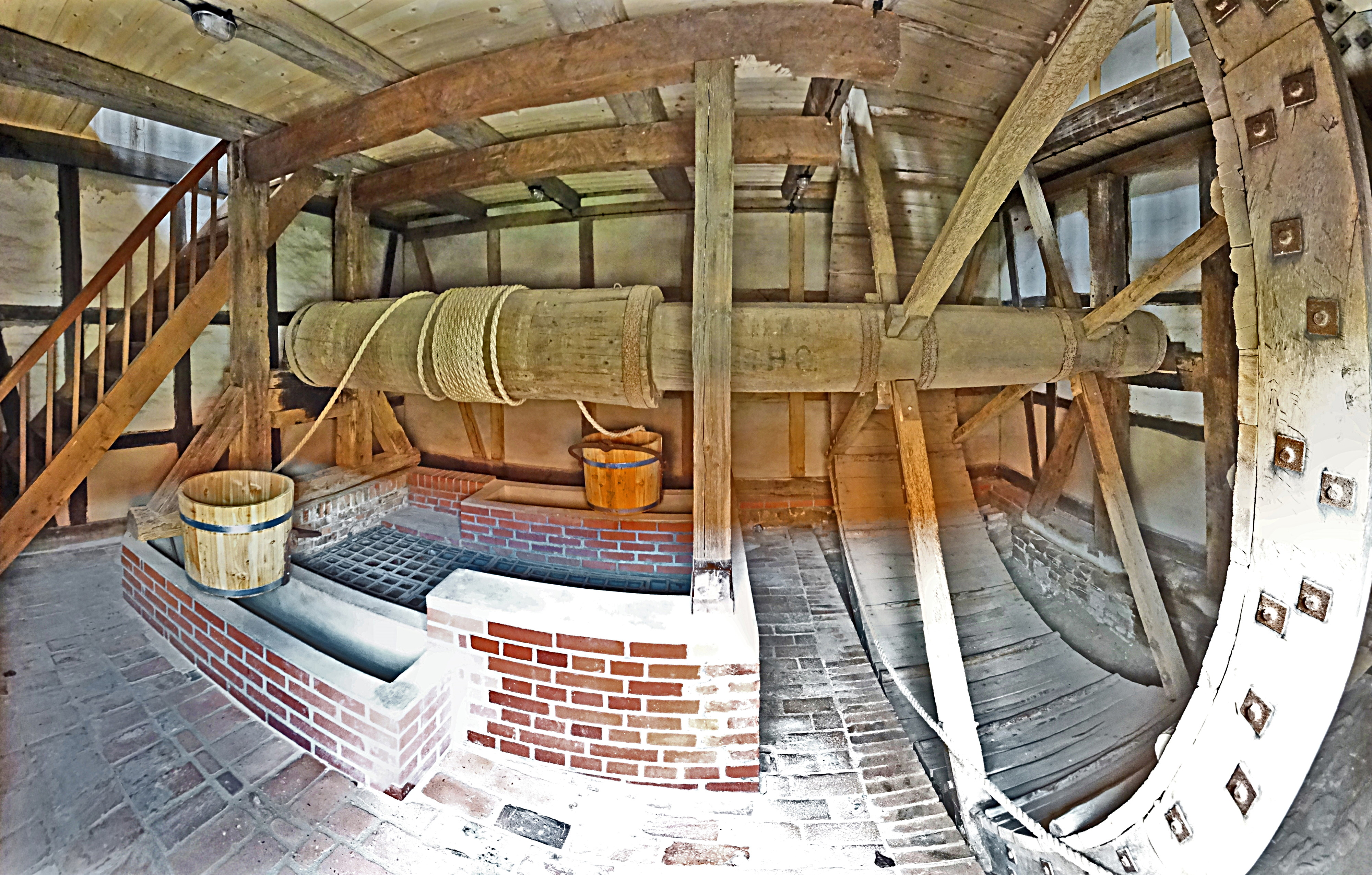
Brunnenhaus mit Laufradhaspel auf der Konradsburg

Beim Laufradhaspel wird als Antrieb ein seitlich am Rundbaum angebrachtes Laufrad verwendet. Dieses Laufrad besteht aus zwei parallel angeordneten Kränzen, die über Arme mit dem Rundbaum verbunden sind. An den Laufradkränzen sind seitlich Bohlen oder starke Leisten befestigt. Auf die Bohlen werden um den gesamten Radumfang Leisten angenagelt, sodass sich Personen oder Tiere darauf bewegen können. Die Größe der Laufräder ist davon abhängig, welche Tiere sich in dem Laufrad bewegen sollen, da diese bequem unter der Radachse stehen können müssen. Das Laufrad muss bei einem Menschen etwa 18 bis 20 Zoll und bei Tieren bis zu acht Fuß breit sein. Bewegt wird das Laufrad durch die Gewichtsverlagerung, die die sich bewegenden Personen oder Tiere ausüben. Der Radkranz wird möglichst schmal konstruiert, damit der Hebelarm der Kraft möglichst wenig verkürzt wird. Dabei ist ein Kompromiss zwischen Haltbarkeit und Kraftübertragung erforderlich, auf den der Radkranz bei einer vorgegebenen Radgröße abgestimmt wird. Die optimale Stelle im Laufrad, an der Mensch oder Tier das Rad am leichtesten und besten antreiben kann, wird durch den Neigungswinkel des Schrittes bestimmt. Der optimale Neigungswinkel für die geringste Belastung beim Gehen beträgt für den Menschen 30 Grad und für Tiere zwischen 16 und 30 Grad.
Aufgrund seiner Größe dient das Laufrad gleichzeitig als Schwungrad, sodass die Bewegung des Laufrades, sobald es in Gang gesetzt ist, relativ gleichförmig ist. Lastunterschiede lassen sich dadurch ausgleichen, indem sich die das Laufrad antreibenden Personen mehr zum Radtiefsten bewegen oder vom Radtiefsten entfernen. Problematisch wirkt sich jedoch das Abspringen der Last vom Seil auf das Laufverhalten des Rades aus, hierbei kann es passieren, dass das Rad zu sehr in Schwung gerät. Wenn durch die Last ein starkes Übergewicht entsteht, kann das Laufrad plötzlich zurückschwingen. Für diese Fälle werden Laufräder mit speziellen Bremswerken oder Hemmvorrichtungen ausgestattet, die beim Auslösen das Laufrad zum Stillstand bringen.

### Tretradhaspel
Der Tretradhaspel ist im Aufbau identisch mit dem Laufradhaspel, einziger Konstruktionsunterschied ist die Lauffläche. Anstelle der durchgängigen Lauffläche, wie beim Laufradhaspel, werden beim Tretradhaspel auf den seitlich am Radkranz befestigten Bohlen Tretbretter oder Tritte befestigt. Dadurch gehen die Personen und Tiere im Tretrad wie auf einer Treppe. Genauso wie beim Laufradhaspel ist der Neigungswinkel der Beine entscheidend für den optimalen Nutzen der Muskelkraft. Der optimale Winkel ist erreicht, wenn die Füße 90 Grad vom tiefsten und vom höchsten Punkt der Radperipherie abstehen. Das Gewicht des Menschen wird etwa zu 7/8 für die Drehbewegung des Haspels genutzt, 1/8 des Körpergewichtes bleibt ungenutzt. Dies liegt daran, dass der Mensch sich zum einen am Radkranz festhalten muss, zum anderen an der abwechselnden Bewegung der Füße. Bei Tieren wird die Gewichtskraft nur zur Hälfte genutzt. Die Anzahl der Trittbretter ist abhängig von der Höhe und der Neigung des Schrittes, die Höhe der Trittbretter darf beim Menschen 12 Zoll nicht überschreiten. Für Tiere liegt die Höhe der Sprossen zwischen 9 und 15 Zoll. Für Tiere ist der Tretradhaspel weniger geeignet, da es erheblich schwieriger ist, das Tretrad für sie zu optimieren, um ihre Kraft am besten auszunutzen. Aber auch für den Menschen ist der Tretradhaspel wesentlich ermüdender als der Laufradhaspel. Der Tretradhaspel wurde wesentlich weniger verwendet als der Laufradhaspel.

## Maschinell betriebener Haspel

### Wasserradhaspel

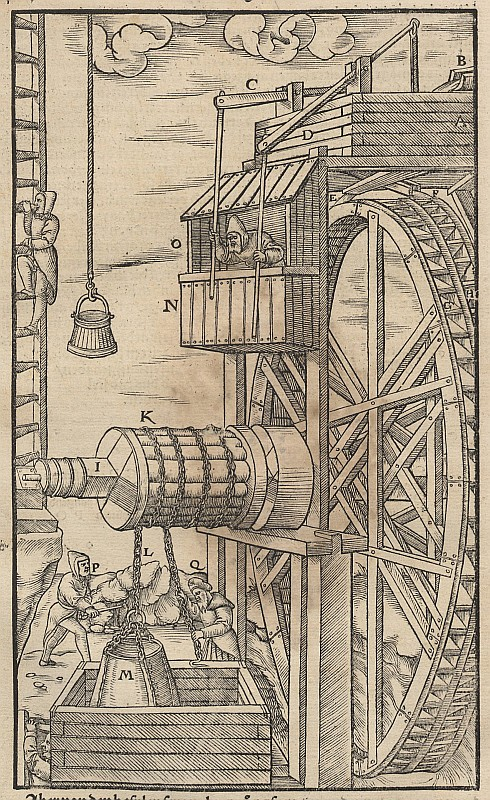
Wasserradhaspel nach Agricola,
der zum Heben von Grubenwasser mittels Bulgen eingesetzt wird

Der Wasserradhaspel ist von der Grundkonstruktion dem Hornhaspel sehr ähnlich. Unterschiede gibt es bei der Art des Antriebs. Anstelle der Haspelhörner befindet sich seitlich am Rundbaumzapfen ein über eine Welle angekuppeltes Wasserrad. Damit der Haspel in beide Richtungen bewegt werden kann, wird ein Kehrrad, dies ist ein doppelt geschaufeltes Wasserrad, verwendet. Voraussetzung für den Betrieb eines Wasserradhaspels war, dass sich ein Gewässer in der Nähe befand, das genügend Aufschlagwasser für das Wasserrad lieferte. Allerdings wurden diese Haspeln nur sehr selten, und wenn, dann nur bei größeren Bergwerken, verwendet.

### Schlepperhaspel
Der Schlepperhaspel besteht aus einem Rahmen, einem Antriebsmotor, dem Getriebe, der Bremse und der Seiltrommel. Als Motoren werden entweder Elektro- oder Druckluftmotoren verwendet. Beim Elektroantrieb werden überwiegend Kurzschlussläufermotoren verwendet. Da diese Motoren schnell anlaufen, ist zur Schonung des Seiles und des Getriebes ein Planetenanfahrgetriebe mit Rutschkupplung oder eine auswechselbare Lamellenkupplung eingebaut. Bei Haspeln mit Druckluftantrieb werden Geradzahnmotoren und bei größeren Haspeln Pfeilradmotoren verwendet. Als Getriebe werden Schneckengetriebe oder ein doppeltes Zahnrad- oder Stirnradvorgelege verwendet. Als Bremsen werden in der Regel Schleifbremsen eingebaut. Für den Einsatz in einfallenden oder welligen Strecken werden Schlepperhaspeln mit selbsthemmenden Lastbremsen oder mit Schneckengetriebe verwendet. Die Bremsen sind entweder als Ein- oder Doppelbackenbremse oder als Bandbremse konstruiert. Die Bremse wird durch ein Handrad oder einen Hebel betätigt und über eine zwischengeschaltete Feder angezogen. Es gibt auch Haspeln, bei denen die Bremse über ein Pedal gelüftet werden muss. Dabei ist die Bremse so gestaltet, dass sie zufällt, sobald das Bremspedal losgelassen wird. Auf die Seiltrommel kann bei kleinen Haspeln ein Seil mit einer Länge von 150 bis 700 Meter aufgetrommelt werden. Die auftrommelbare Seillänge ist abhängig vom Trommel- und vom Seildurchmesser. Der verwendete Seildurchmesser beträgt bei kleineren Haspeln 4 bis 7 Millimeter, bei mittleren Haspeln 10 bis 13 Millimeter und bei großen Haspeln 13 bis 16 Millimeter.

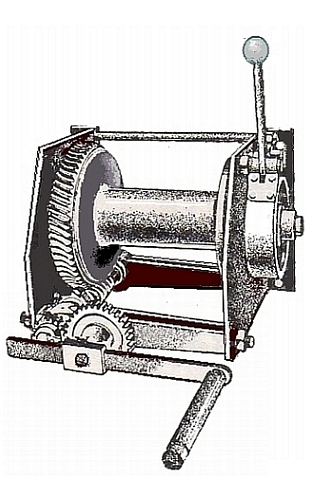
Prinzip eines Schlepperhaspels
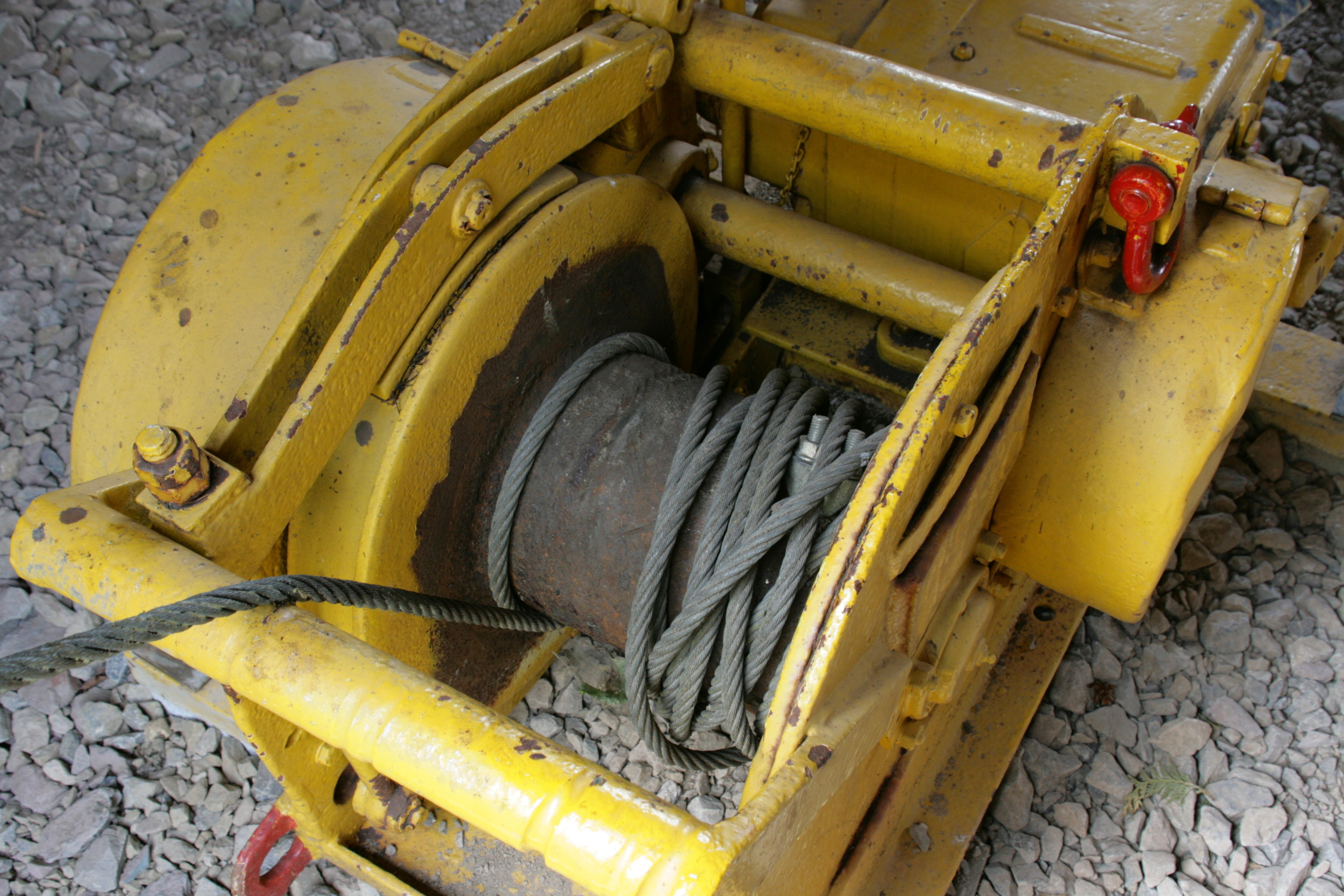
Draufsicht auf den Schlepperhaspel
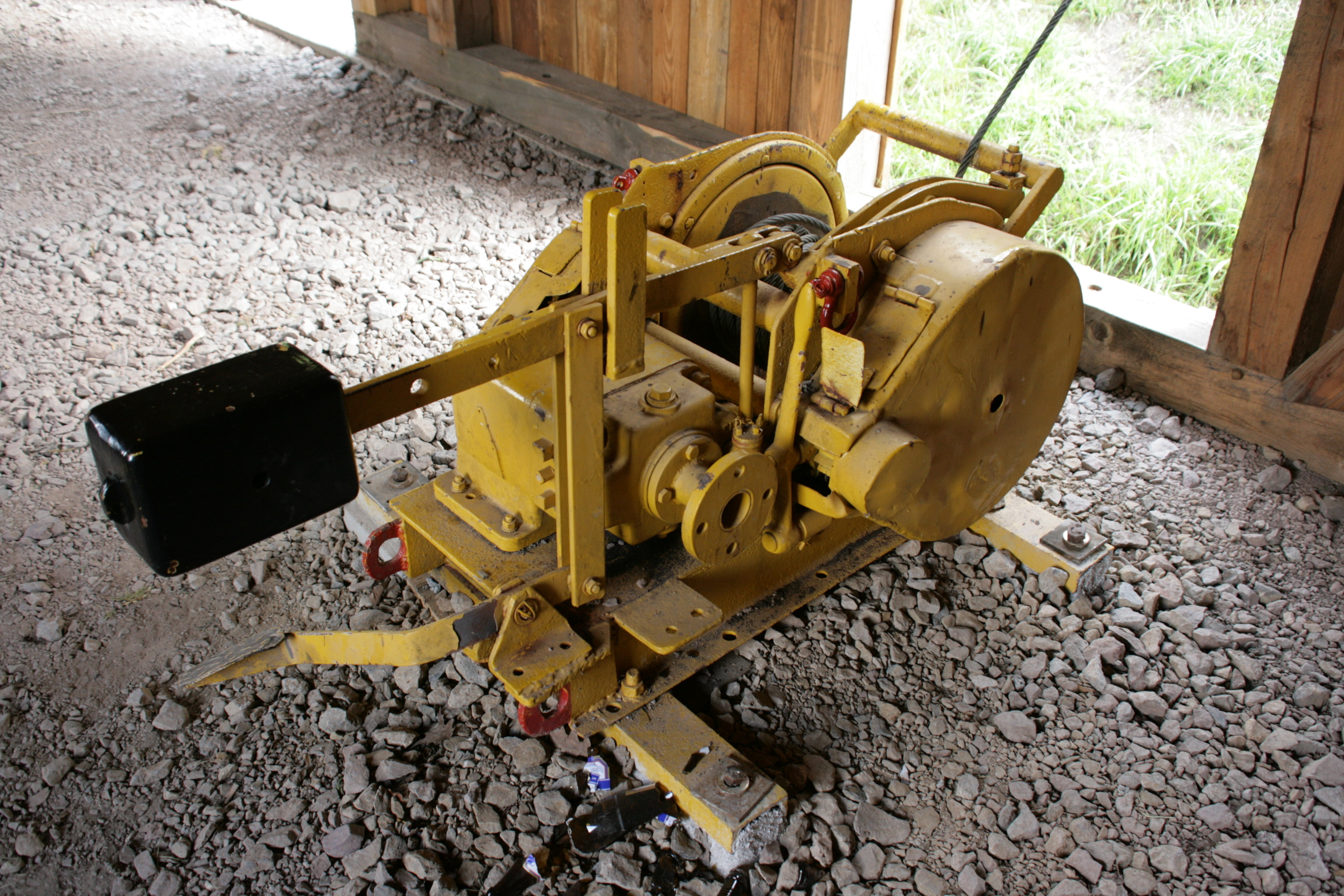
Seitenansicht auf den Schlepperhaspel von schräg oben
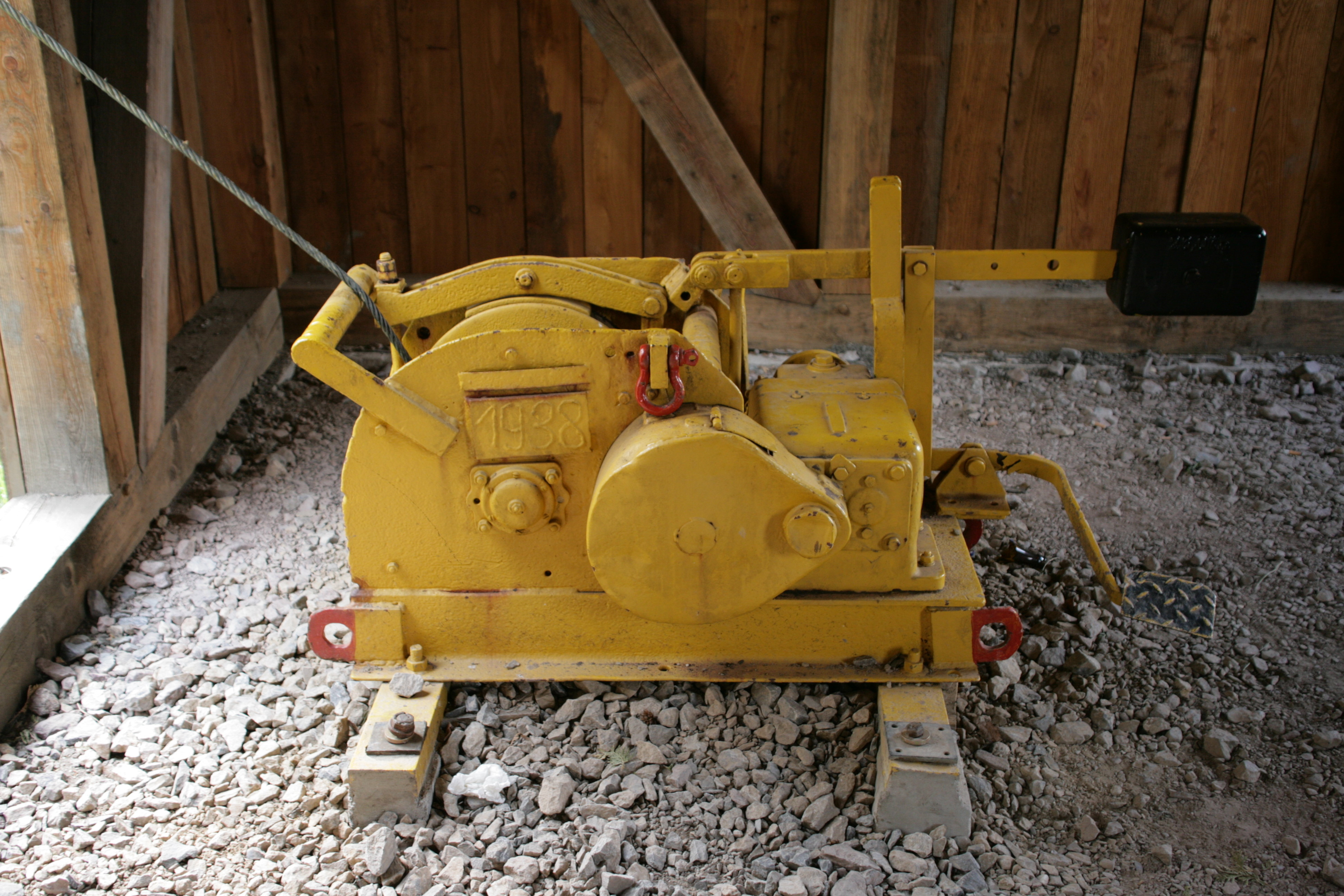
Seitenansicht
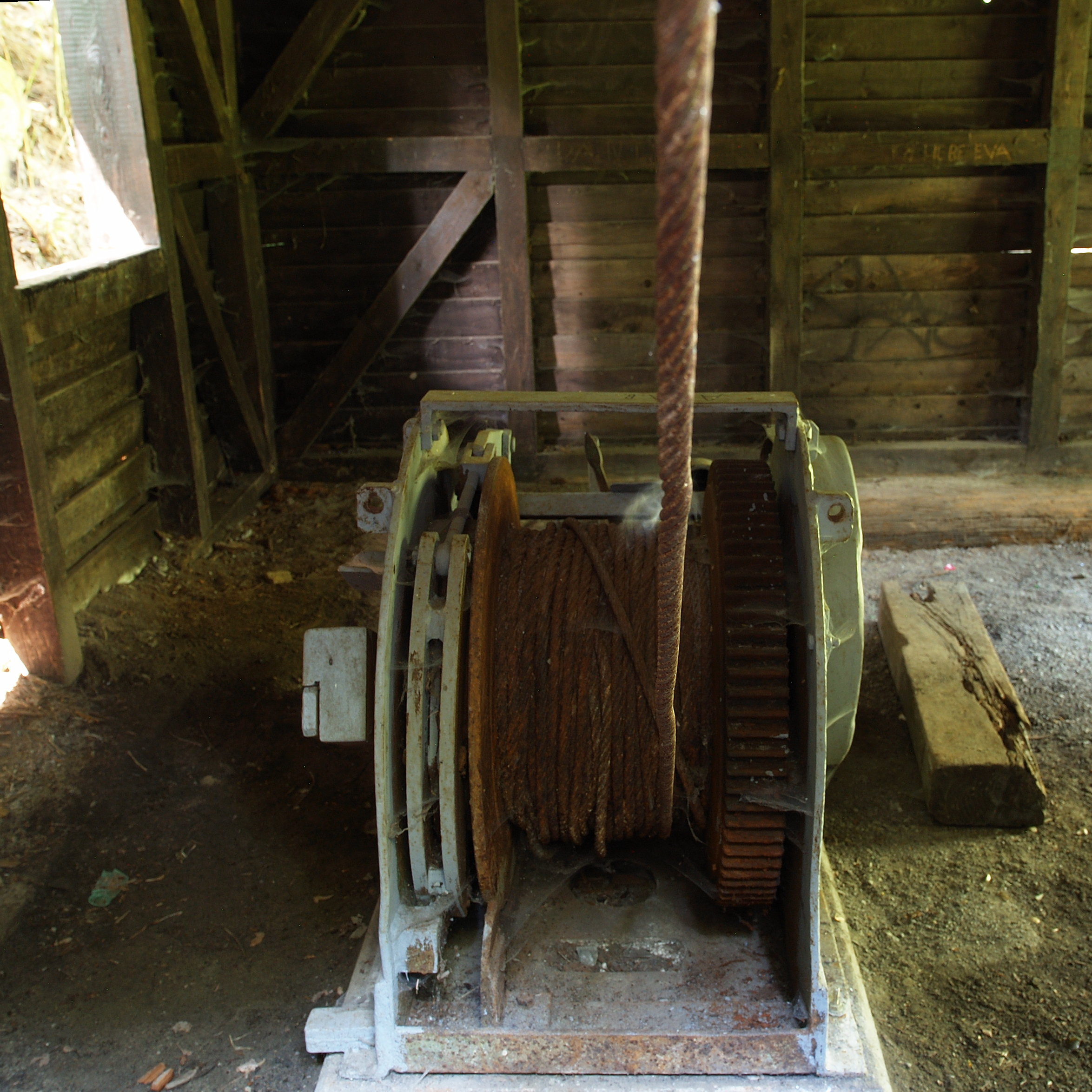
Haspel an der Zeche Renate im Muttental

### Förderhaspel

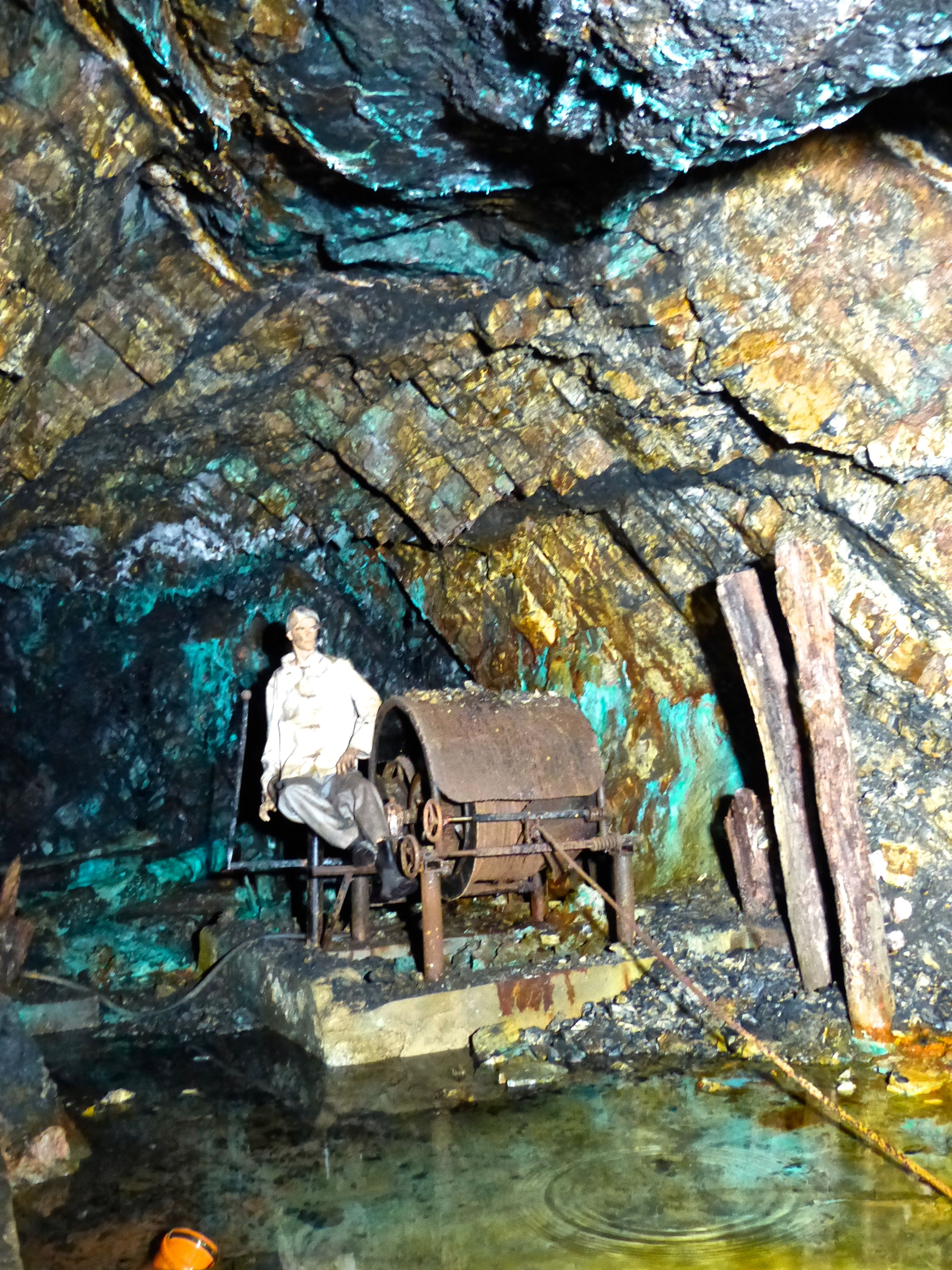
Förderhaspel mit Haspelknecht in einem Kupfererzabbau der Marsberger Grube Friederike (Kilianstollen)

Förderhaspeln werden für die Förderung in Blindschächten eingesetzt. Man unterscheidet hierbei reine Lastenhaspeln und Haspeln, die auch für die Personenbeförderung zugelassen sind.
Kleine Förderhaspeln werden nur zur Lastenförderung bei Abteuf- oder Aufschlussarbeiten oder für den Transport zwischen zwei Sohlen verwendet. Sie sind für kleine Einzellasten bei größeren Geschwindigkeiten geeignet. Sie bestehen aus einem Grundrahmen, einer Antriebsmaschine, dem Getriebe und der Bremse. Als Antriebsmotor wird ein Druckluftmotor, meist eine Zwillingsmaschine verwendet. Der Motor treibt ein Zahnradvorgelege. Damit Lasten bei stillstehender Maschine abgebremst werden können, sind die Antriebsritzel ausrückbar. Als Seiltrommel werden entweder Trommeln aus Gussstahl mit Eichenholzbelag oder Armkreuze aus Gusseisen mit aufgelegtem Blechmantel verwendet. Der Blechmantel ist bei den meisten Haspeln mit einem Holzbelag versehen. Es werden in der Regel durchgehende Trommeln verwendet, geteilte Trommeln kommen nur selten zum Einsatz. Als Bremse wird eine Bandbremse mit Holzfütterung verwendet, die auf einen an der Seiltrommel befestigten Bremsring wirkt. Gelegentlich werden zwei Bandbremsen eingebaut. Die Bremse wird durch ein Gewicht stets angespannt und muss zum Lüften durch einen Handhebel oder ein Pedal betätigt werden.
Förderhaspeln mit mittlerer Leistung werden als Antrieb für Blindschachtförderanlagen genutzt. Bei Leistungen bis etwa 110 Kilowatt werden als Antriebsmotor Druckluftzwillingskolbenmotoren verwendet, bei größeren Leistungen werden Elektromotoren eingesetzt. Bei den druckluftbetriebenen Haspeln ist der hohe Druckluftverbrauch ein Nachteil, der umso gravierender ist, je größer die Betriebszeit des Haspels pro Tag ist. Elektrisch angetriebene Haspeln lassen sich mit elektrischen Steuerungen überwachen und sind ähnlich wie Fördermaschinen an Hauptschächten mit einer Sicherheitsbremse ausgestattet, die bei Überschreiten der Höchstdrehzahl auslöst. Förderhaspeln sind für eine zulässige Fahrgeschwindigkeit bis 4 {\displaystyle m/s} geeignet. Förderhaspeln sind mit einer Förderhaspelsperreinrichtung ausgestattet, die ein unbeabsichtigtes Ingangsetzen des Förderhaspels verhindert. Diese Sperreinrichtung dient dem Schutz von Personen und der Anlage. Als Seilträger werden Treibscheiben eingesetzt. Trommeln als Seilträger sind weniger geeignet, da Förderhaspeln mit Trommel eine größere Haspelkammer benötigen. Da der zulässige Seilablenkungswinkel nicht unterschritten werden darf, ist bei der Trommel ein größerer Abstand zwischen Förderhaspel und Seilscheibe erforderlich als bei der Treibscheibe. Dies hat zur Folge, dass die Seilkanäle länger werden und dadurch das Fundament schwerer ausgelegt werden muss. Außerdem ist es Untertage aufgrund der Konvergenz möglich, dass bei Blindschächten mit starkem Gebirgsdruck der Förderkorb festgeklemmt werden kann. Während bei Haspeln mit Treibscheibe das Förderseil nun auf der Treibscheibe rutscht, wird das Seil bei Trommelhaspeln kurzfristig abgeblockt und kann Klanken bilden, die das Seil stark beschädigen. Bei Förderhaspeln, die zum Abteufen benutzt werden, wird als Seilträger eine Bobine verwendet.